# Roark Bradford
Roark Whitney Wickliffe Bradford (Lauderdale megye, Tennessee, 1896. augusztus 21. – New Orleans, Louisiana, 1948. november 13.) amerikai újság-, novella- és regényíró. Szépirodalmi művei szinte kivétel nélkül afroamerikaiakról szólnak és azok dialektusában íródtak. „Egyrészt csodálta a fekete kultúrát, másrészt pedig értetlenül állt előtte, és prózája tükrözi ezt a konfliktust. A fekete nyelv tanulmányozása során Bradford észrevette, hogy az afroamerikaiak gyönyörű és ritmikus nyelvet alkottak, és mélyen tisztelte a fekete zenét annak kifejező, kreatív jellege miatt.” Az afroamerikai dialektusok hangzásának az angol ábécé betűivel történő reprodukálására való törekvése hosszú távon kontraproduktívnak bizonyult, mert szinte lehetetlenné tette műveinek más nyelvekre való lefordítását; az Egyesült Államokon kívüli angol nyelvterületeken eleve nem voltak se beszélői, se értői ezen dialektusoknak – az USA-ban pedig a 20. század végére elfogytak.
Pályatársai, kortárs olvasói Joel Chandler Harris(en) és Mark Twain szellemi örökösének mondták. Magyarul csak két, bibliai történeteket tartalmazó elbeszélésgyüjteménye – az "Ol' Man Adam an' His Chillun" (Öreg Ádám és gyermekei) és az "Ol' King David an' the Philistine Boys" (Az öreg Dávid király és a filiszteus legények) – jelent meg "Ádám apánk és gyermekei" címmel egy kötetben.

## Élete
Régi Új-Angliai családból származott, amelynek legnevezetesebb tagja William Bradford(en) volt, aki 1620-ban, a Mayflower-hajó(en) utasaként(en) érkezett Amerikába, s később Massachusetts kormányzója lett. A család az 1700-as évek elején áttelepedett Virginiába és az amerikai polgárháborúban a Konföderáció oldalán harcolt.
Ö maga Richard Clarence Bradford, egy jómódú ügyvéd és ültetvényes, valamint Patricia Adelaide Tillman nyolcadik gyermekeként született. A Mississippi folyó közelében, a Nankipoo-Knob Creek térségében levő gyapotültetvényükön húsz fekete család élt és dolgozott. Szülei se nem tiltották, se nem kifogásolták, hogy érintkezzen velük. Dajkája is egy fekete asszony volt és gyermekkorát is ebben a környezetben töltötte, sárga kutyájával, Rattlerrel és három fiatal fekete játszótársával, Algie-val, Ed-del és Sweet-tel. Hallgatta a mezei munkások történeteit, részt vett társasági tevékenységeikben. A család 1911-ben az arkansasi Cabot környékére költözött.
Gyermekkorában különösen szerette a szintén fekete John Wesley Henning ("Preacher Wes") prédikátor meglehetősen unortodox élet- és vallásszemléletét valamint bibliai történeteit, s ha bajba került, vagy tanácsra volt szüksége, hozzá fordult. "Ez a világ jobb hely lenne, ha több olyan ember lenne, mint John Wesley Henning – és ha többen hallgatnánk rájuk." – mondta válaszul arra a kérdésre, hogy ki volt rá a legnagyobb hatással életében. Ezekben az években keletkezett az a meggyőződése is, hogy az afroamerikaiak jobban értik a kereszténység lényegét, mint a fehérek.
Késöbb, már az egyetemen, egy fekete diáktársa, nem törődve saját veszélyes helyzetével, őt akarta megmenteni egy lövöldözésből. Mindezek következtében Bradford élete végéig előnyben részesítette az afroamerikaiak társaságát és ezek szolgáltatták az anyagot az 1920-as, 30-as és 40-es években nagy sikert aratott irodalmi műveinek helyszíneihez és szereplőihez. „Cold Death“ című elbeszélésében „Mammy Clo“-t, az öreg bábasszonyt is saját dajkájáról mintázhatta, aki egy népi gyógymódot alkalmazott (ha Dr. Mitchell, a család háziorvosa "éppen hátat fordított"), amikor Bradford három hónapos korában tüdőgyulladást kapott.
"Fiatal korában sok mindenhez hozzáfogott, akárcsak Jack London. Volt katona, tengerész, cowboy, ökölvívó, baseball játékos."
Otthon, a helyi állami iskolákban és a Kaliforniai Egyetemen tanult, ahol jogi diplomát (LLB: Bachelor of Laws) szerzett, majd az Egyesült Államok 1917 április 6-i első világháborúba való belépését követöen jelentkezett az amerikai hadseregbe, és tüzérségi főhadnagyként szolgált a Panama-csatorna zónában, Fort Amadorban(en). A háború után is a hadseregben maradt, és 1920-ig ballisztikai oktatóként, majd rövid ideig a Starkville- Mississippi A&M College (ma Mississippi State University(en)) hadtudományi oktatójaként szolgált.)
1920-ban feleségül vette Lydia Sehornt, aki – mivel Bradford 1931-ben elhagyta – 1932 márciusában válópert indított ellene. Második felesége Mary Rose Sciarra volt, akit két nappal a válás kimondása után, 1933 júliusában vett el. 1932 májusában született fiuk Richard Bradford(en) úgyszintén író lett.
1920-tól riporterként dolgozott az Atlanta Georgian(en) című lapnál. 1924-ben a louisianai New Orleansba költözött, és a New Orleans Times-Picayune(en) éjszakai, majd vasárnapi szerkesztője lett. Rendszeresen megfordult a város feketék lakta övezetében, ahol folytatta a mesék és a legendák gyűjtését. Lelkes gyűjtője lett a blues és gospel felvételeknek is. A feketék templomaiba járt, és ott ismerkedett meg a "Black Billy Sunday" néven híressé vált szintén fekete prédikátor Dr. Jason Gordon McPherson-nal, élete második nagy irányadó személyiségével, akiről Marc Connely az Ádám apánk színpadi adaptációjának Úristenét modellezte.
1926-ban elhagyta az újságot, hogy szabadúszó szépirodalmi íróként folytassa pályafutását.
1932-ben megvásárolt egy "Little Bee Bend" nevű ültetvényt Shreveport közelében a Bossier megyében – "kétségtelenül azért, hogy a földművesek közelében lehessen, nem pedig azért, hogy mezőgazdaságot folytasson". Az ültetvény munkásai illetve szomszédai lettek a szereplői a Collier's-ben 1932 és 1949 között megjelent mintegy 60 részes "Little Bee Bend" című cikksorozatának.
A második világháború alatt az amerikai haditengerészet tartalékos repülőgépgyakorló irodájában szolgált. Feltehetően még 1943-ban, Francia Nyugat-Afrikai szolgálata során megfertőződött amőbiázissal. 1946-ban vendégelőadói állást vállalt a New Orleans-i Tulane Egyetem angol tanszékén.
1948 tavaszán betegsége súlyosbodott, s amikor fájdalmai már elviselhetetlenné váltak, fájdalomcsillapítóként 18. századbeli német filozófusokat olvasott. Hosszas szenvedés után 1948. november 13-án halt meg, hamvait a Mississippi folyóba szórták. Kiadója, pályatársai, barátai, olvasói megrendülten reagáltak. Hátrahagyott kéziratait özvegye a Tulane Egyetem könyvtárának ajándékozta.

## Írói pályája
Bradford írói karrierje a Dübörgő huszas évek végén kezdődött, egybeesve a hangosfilm megjelenésével, a jazz fénykorával és az Oscar-díj létrehozásával, és lényegében a következő húsz évet ölelte fel, melyekre a Nagy gazdasági világválság és a Második világháború nyomta rá bélyegét.

### Első írások
Tizenöt éves volt, amikor elkezdett elbeszéléseket írni: Kínáról és Óceániáról, ahol sohasem járt, bálnavadászatokról, amelyeken sohasem vett részt. 1924-ben a New York World(en) elfogadta egy elbeszélését, amely egy horgászó négerről szólt. Ezen felbátorodva kezdett hozzá bibliai tárgyú történeteihez, amelyek közül az első hét a Milwaukee Journal-ban jelent meg vasárnaponként, 1927 június 5-től kezdődően, "Hooker lelkész elmagyarázza, hogy..." címmel. Júliusban a laptulajdonos leállította a sorozatot, mert istenkáromlónak találta.

### Az O'Henry díj
A Harper's Magazineban(en) megjelent "Child of God" (Isten gyermeke) című története – Hemingway "The Killers" (A bérgyilkosok) című elbeszélését megelőzve – elnyerte az 1927-es O. Henry-díjat. "Az O. Henry Emlékbizottság több mint hatszáz történetet választott ki az 1926 októberétől 1927 szeptemberéig terjedő időszakban megjelent mintegy kétezer ötszáz történetből. […] Az ötven legjobbnak ítélt történet közül a szokásos kiesési eljárás során öt végső bíráló választotta ki azt a tizenötöt, amely [a bizottság által kiadott] gyűjteményes kötetben szerepel. Roark Bradford 'Isten gyermeke' című novellája négy szavazatot kapott az első helyre, és több ponttal nyert. Ennek a történetnek […] ítélték oda az 500 dolláros első díjat." A rákövetkezö években is számos elbeszélése került fel a bíráló bizottság három előválogató listájának valamelyikére. "Cold Death", "River Witch", "Careless Love" felkerültek a döntő "ötvenes" listájára is, amivel komoly esélyt szereztek az O'Henry díjra – de végül nem ők kapták meg. 
- 1928-ban Cold Death, River Witch;[54] Muddy Water, Itching Heel, Let the Band Play Dixie;[55] The Tricker, The Old He-Coon of the John D. Grace, Monkey Man, Greener Pastures[56]
- 1929-ben Other Men’s Poison, The Final Run of Hopper Joe Wiley, The Gree Gree Girl[57]
- 1930-ban Careless Love, Come Day, Go Day;[58] The Indian Summer of Bugaboo Jones, Crazy Gal, The Rambling Ruster , The Mule Man;[59] The Hog Hoisters[60]
- 1932-ben The Eagle Stirs the Nest;[61] The Dirty Dozens, The Money Maze[62]
- 1933-ban The All and All Woman;[63] Old Average Lightning[64]

### Bibliai történetei

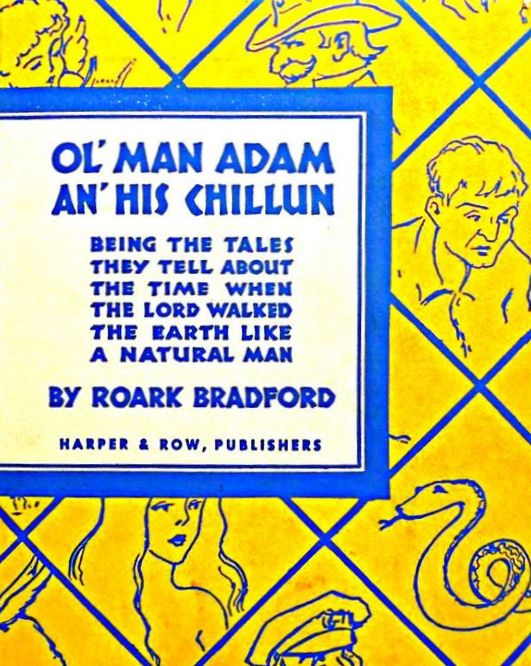
Roark Bradford Ádám apánk és gyermekei – az 1928-as első kiadás borítója

1928-ban jelent meg első bibliai témakörű elbeszélésgyűjteménye "Ol' Man Adam an' His Chillun" címmel a Harper & Brothers(en) kiadónál. A második 1930-ben "Ol' King David an' the Philistine Boys" címmel ugyanott. Mindkettő – az egyébként zseniális grafikus – A.B. Walker teljesen oda nem illő igénytelen vonalrajzaival, amelyeken – szemben az elbeszélések tartalmával – minden szereplő fehér, még "Démás a néger" is. Bradford ugyan semmit sem mond szereplői bőrszínéröl, de mindegyikük – még az Úristen is, angyalaival együtt – egy délvidéki afroamerikai nyelvjárást(en) beszél. Az, hogy a világon fehérek is léteznek, csak elvétve és mellékesen kerül szóba. Aktív szerepük nincs a történetekben. Magyarországon a két gyűjtemény egy kötetben jelent meg "Ádám apánk és gyermekei" címmel – Helena Zmatlikova találó illusztrációival – a Táncsics kiadónál 1961-ben, majd 1972-ben.
A kritikák dicsérték az elbeszélések humorát és nem vették észre a bennük rejlő társadalom- és valláskritikát. A USA-beli keresztény felekezetek(en) képviselői, valamint a Harlem Renaissance fekete politikai aktivistái csak Marc Connelly színpadi adaptációjának példátlan sikere kapcsán figyeltek fel rá. 
Az 1930-as évek egyik legaktívabb afroamerikai kritikusa, Sterling A. Brown, akit 1968-as újafelfedezése óta az afro-amerikai irodalom legfőbb szakértőjének tartanak, felháborodott: "[…] ez nyilvánvalóan nem néger vallás. A spirituálékban megszemélyesített Isten és a fején kalappal, szájában tízcentes szivarral megjelenő Isten közötti különbségnek nyilvánvalónak kell lennie mindazok számára is, aki a legkevésbé is ismeri a néger hívőket és a szentségtöréstől való rettegésüket. Az Ol ' Man Adam An ' His Chillun-ra alapozott Green Pastures tett valamit azért, hogy a tisztelet és az áhítat visszakerüljön az anyagba, de itt ez tiszta bohózat". Ebben a gyakran idézett kritikájában Brown összetévesztette Baradford könyvét Connelly színdarabjával. Bradford – szemben Connellyvel – soha sehol nem állította, hogy az afroamerikaiak vallását akarta volna bemutatni és könyvében semmit sem írt Isten kinézetéről. A sétapálcás, szivarozó, cilindert és frakkot viselő Úristen Walker és Connelly találmánya volt. Nekik ugyanis a szó szoros értelmében meg kellett jeleníteniük az Úristent. Aki Bradford könyvében szivarozik, az nem az Úristen, hanem az öreg Jób  valamint Dávid király. (Brown egy Washingtonban élő, teológiailag jól képzett protestáns lelkész fia volt. Egyetemi diplomáját angol irodalomból szerezte  és szinte egész életét az ottani Howard Egyetem kampuszán töltötte el. Melville Herskovits-csal vagy Robert Rattray-vel ellentétben semmilyen antropológiai szakismerettel nem rendelkezett; a délvidéki feketék vallási meggyőződéséről / babonáiról – azok nyugat-afrikai gyökereiről nem is beszélve.)

### This Side of Jordan

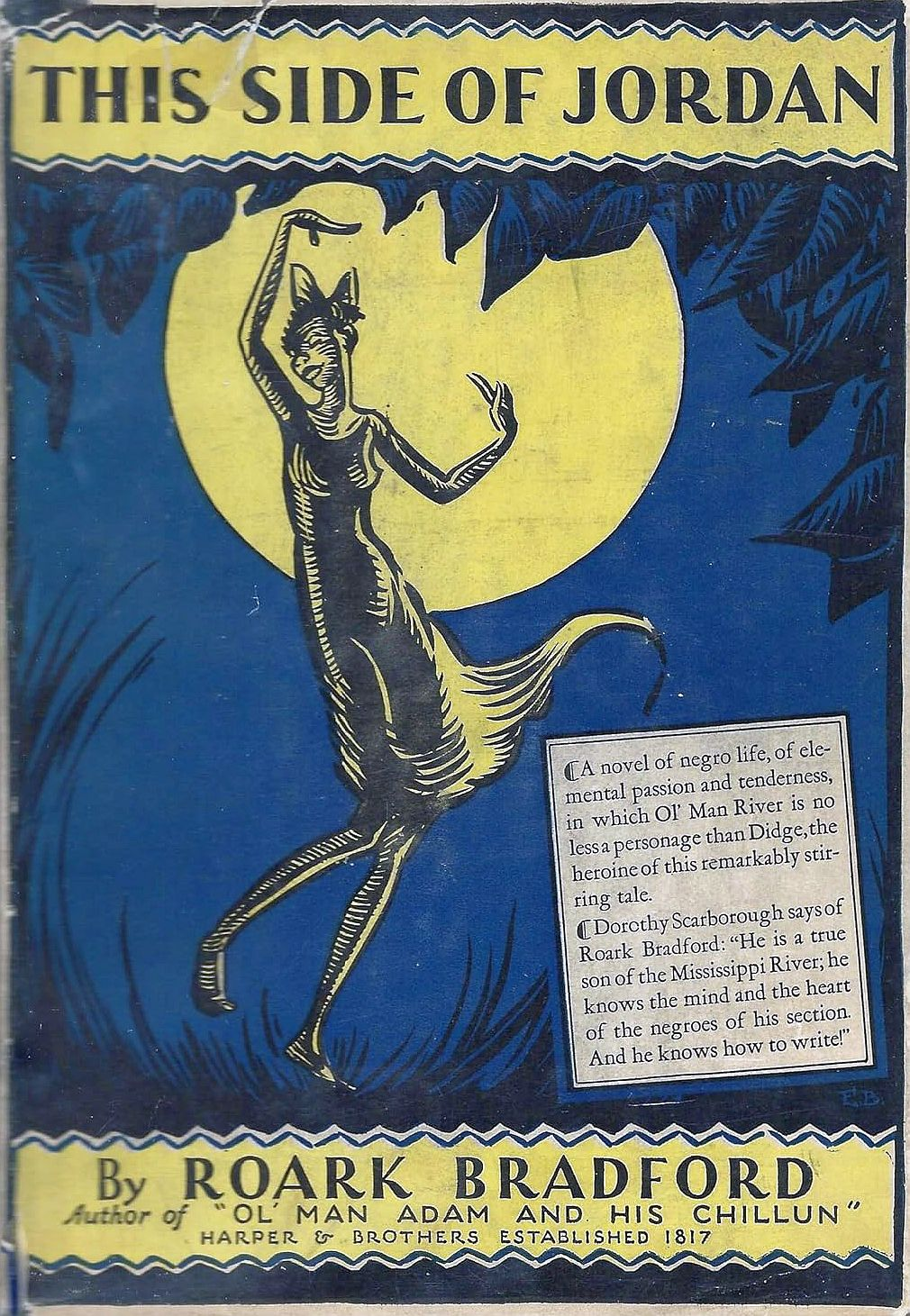
Roark Bradford This Side of Jordan – első kiadás borítója

1929-ben jelent meg a "This Side of Jordan" című regénye, amely a Louisianai Bayou Rouge folyó lápvidékén levő Whitehall-gyapotültetvényen élő afroamerikaiak életének kb. 20 évét mutatja be. Kezdve a lánygyerek Didge születésével – amelybe anyja majdnem belehalt – egészen az 1927-es árvízkatasztrófáig, amely a valaha dokumentált legsúlyosabb Mississippi árvíz volt és amelyben sok más településsel együtt ez az ültetvény is megsemmisül. Lakosai csatlakozni kényszerülnek a délvidék nincstelenné vált millióihoz, akik az 1910 óta az északi államokba vándoroltak. Ezt a kényszerhelyzetet (meghalni, vagy elvándorolni) szimbolizálja a könyv címe.
(A Biblia Jordán folyója, amely az utolsó akadály volt Mózes népének, hogy beléphessen az Ígéret Földjére, az afroamerikaiak számára egyrészt az Ohió folyót jelenti, amely a Mason-Dixon vonal(en) délnyugati folytatásaként elválasztotta a rabszolgatartó déli és a szabadságot jelentő északi államokat, a spirituálékban, gospelekben pedig a földi életet a mennybelitöl elválasztó határt.)
A történet főbb szereplői: a már nagyon öreg Crip néni, az ültetvény javasasszonya (egyesek szerint boszorkánya), akinek nagyanyja – úgyszintén természetgyógyász – még Afrikából került az ültetvényre;  Daddy Jack, Crip néni fia, az ültetvény munkafelügyelője, aki ezen pozícióját apai ágon örökölte őseitől; fia, Young Jack, akit az ültetvény tulajdonosa iskoláztatott, majd a Tuskegee-i egyetemre küldött, hogy majd agrármérnökként apja örökébe lépjen; Wes prédikátor, Crip néni unokaöccse (aki nem más, mint Bradford meglehetősen unortodox "privátlelkésze", John Wesley Henning); Bell – Daddy Jack lánya és egyben Didge anyja –, aki semmirekellő élettárának halálos balesete után feleségül ment Wes-hez és a közösség legbuzgóbb kereszténye lett.
A könyv első fejezetei leírják a közösség nyugodt, csendes, dolgos hétköznapjait és hétvégi táncos, zenés összejöveteleleit.  Crip néni, anyjától szerzett tudása, sok évtizedes tapasztalata, valamint a természet megfigyelése révén gyógyítja a betegeket, megjövendöli a bekövetkező eseményeket és tanitja Didge-t. Wes teljes gőzzel prédikál, hittérít, és magyarázza a bekövetkezett eseményeket: vagy mint az Úr akaratát, vagy mint a Sátán művét.  Ez az élet gyökeresen megváltozik, amikor a tulajdonos utat épít, hogy összekösse az ültetvényt a közúthálózattal. Idegenek jelennek meg, akik a nagyvárosi életről beszélnek, a fiatal lányoknak ottani nagy karriert ígérnek; s a kíváncsivá tett férfiak pedig elkezdik a hétvégéket ott tölteni. Családok kelnek útra, hogy másutt keressenek munkát. Hamarosan egy olyan betegség üti fel a fejét, amelyet Crip néni nem ismer és nem tud varázsszereivel gyógyítani, s amely ellen Wes prédikátor imái sem hatnak: a szifilisz
Amikor hét év távollét után Young Jack kész agrármérnökként hazatér, elkezdődik az ültetvény modernizálása, a gépesítés és a nagyipari termelés. Mindenki nagyon boldog, a munkálatok jól haladnak, s bő termés ígérkezik. Jack városias neveltetésű menyasszonya viszont nem érzi jól magát és nem tudja leplezni a hagyományos paraszti életformától való viszolygását. Végül szakítanak, s Didge férjhez mehet fiatalkori álmához.  Röviddel ezután meghal Crip néni, s bekövetkezik a nagy katasztrófa, amit megérzett, de pontosan megnevezni nem tudott: a mindent elsöprő nagy árvíz. A könyv utolsó fejezete bibliai címet kapott – A Szivárvány Jel – de tartalmából egyértelmű, hogy az ültetvény, a közösség, s annak életformája végérvényesen megsemmisült.
A kritikusok dícsérték a regény liraiságát, realitását  és emberábrázolását. "[A könyv] tartalmaz néhány szereplőtípust —  mint például egy öreg boszorkányasszonyt és egy naiv, félművelt prédikátort. De ezek a karakterek kidolgozottak és emberiek, és mindenekelőtt soha nem unalmasak. Crip néni, a boszorkány talán még érdekesebb is, mint Didge, a hősnő — Didge pedig olyan emberi, kerek, egyéni és valósághű karakter, amilyet csak kívánni lehet. […] A könyv  cselekménye feszesen felépített, prózastílusa klasszikus, mégis bájos és melegséggel teli."

### John Henry (regény)
1931-ben jelent meg "John Henry" című regénye – amelyet a Cosmopolitan magazin  már 1930-tól folytatásokban nagyrészt közzétett –, s amely egy amerikai népi hős életét meséli el: "Eredetileg a sziklaalagutak vájárcsapatainak hús-vér hőse, a nagy acélmunkás, aki 1870-ben a nyugat-virginiai Chesapeake és Ohio vasútvonal Big Bend alagútjában gőzfúróval versenyezve, kalapáccsal a kezében halt meg és John Henry legendás és mitikus alakjává vált, különböző szimbolikus jelentéssel. […] Roark Bradford változatában John Henry gyapotszedő, dokkmunkás és vasutépítő bajnokká válik, akiben több mint egy csipetnyi rossz ember és kérkedő vagy "nagyszájú" is van." A kritikusok fenntartásai ellenére szinte azonnal felkerült a Literary Guild of America ajánlólistájára.
John Henry az egyetlen Bradford mű, amellyel az US-amerikai irodalomtudomány ill. néprajzkutatás érdemben foglalkozott az 1970-es évek óta. Az antropológus Harold Courlander szerint "Számos, a déli négerek élete iránt érdeklődő író ihletet kapott arra, hogy kreatívan használja fel a John Henry-legendát, új dimenziókat adva a témának. Az egyik legsikeresebb kísérletet Roark Bradford, egy kiváló déli író tette.[…] Bradford úr a fekete szájhagyományok figyelmes tanulmányozója volt, és nem könnyű eldönteni, hogy mi az, amit ő maga alkotóként hozzátett a legendához, és mi az, ami közvetlenül a szájhagyományból jutott el hozzá." Steven C. Tracy irodalmár rövid tanulmánya kapcsán közzétette az egyébként nagyon nehezen elérhető könyv és az abból készült színdarab (opera) teljes szövegét. Karl Bridges irodalmár a regény ismertetésében azt írta, hogy “Bradford talán az amerikai irodalom egyik legkevésbé méltányolt szatirikusa. Bár a dialektus használata, amelyet egyes olvasók az afroamerikai szereplőkkel szemben lekezelőnek tartanak, oda vezethet, hogy ezt a művet politikailag inkorrektnek minősítik, a könyv elutasítása azt jelenti, hogy figyelmen kívül hagyunk egy csodálatosan hatékony írót, aki az irodalom egyik legrégebbi hagyományában dolgozik. Ebben a regényben az olvasók egy lebilincselő és szinte zeneszerű történetet találhatnak, amely a déli folklór és a szájhagyomány hagyományos elemeit meséli el, és ezeket egy jól megírt, érdekes történetté olvasztja össze, kiváló tempóval és fantasztikus karakterekkel – egy olyan könyv, amely a délvidéki élet olyan ismertebb és elfogadottabb írók leírásaira emlékeztet, mint Mark Twain és William Faulkner.”

### Kingdom Coming
1933-ban jelent meg „Kingdom Coming” címü regénye – egy klasszikus „antik” tragédia, amelyben minden szereplő meghal. Az amerikai polgárháború előtti és alatti években, Shreveport környékén játszódik (ahol Bradford "Little Bee Bend" nevű ültetvénye volt). Messengert, a hajdani híres lóversenyzőt és fogathajtót, annak hat éves fiát Grammyt és várandós feleségét Crimpet, tulajdonosuk Wilkins bíró New Orleansból az onnan kb. 500 km-re északnyugatra levő Shreveport környéki birtokára viteti, hogy ott felügyelje a lovakat és az öszvéreket, merthogy senki nem tud úgy állatokkal bánni, mint ő. A valódi ok akkor derül ki, amikor Crimp megszüli a gyereket – egy világos bőrű csecsemőt, a bíró unokáját. Messenger felesége iránti mélységes vonzalma gyűlöletté változik, s megpróbál átszökni – korábbi elképzelésével szemben immár családja nélkül – Északra. De tőrbecsalják és az út során rabszolgavadászok megölik. Grammyt „Free” Dahlia néni neveli fel, aki azért „Free”, mert hivatalos okmányokkal tudja bizonyítani, hogy megvásárolta saját szabadságát (ami semmit nem javított helyzetén).
A polgárháború kitörésekor Tobin, a (fehér) intéző, a már felnőtté vált Grammyra bízza a gazdaságot és hadba vonul. Grammy feleségül veszi gyermekkori játszótársát Pennyt. Fiuknak a „Good News“ nevet adják. A harcokkal együttjáró pusztítások és fosztogatások ellehetetlenítik az ottmaradást. Grammy családjával és a megmaradt személyzettel New Orleansba megy, ahol egy az észak-amerikaiak által létesített menekülttáborba kerülnek, mint sok más volt rabszolga. Munkát nem kapnak, a véget nem érő tétlenséget nem bírva, a város utcáin, szórakozónegyedeiben próbálnak változatosságot találni ill. pénzt szerezni. Grammy jelentkezni próbál Wilkins bírónál, hogy beszámoljon a történtekről és utasításokat kapjon, de nem sikerül megtalálnia. Penny belép egy voodoo szektába és ott hamarosan átváltozik egy baljós voodoo-királynővé, "Madame Mo-ree"-vé, aki megöli Dahlia nénit és – áldozati célból – saját gyermekét. Grammy, akit sikertelenül próbál meg bűbájjal eltenni láb alól, bosszút áll, téglával agyonüti. Elfogják, bíróság elé állítják. Mivel lelkileg teljesen összeomlott, nem kooperál a bírósággal, nem hajlandó beszélni, halálra itélik és kivégzik.
A fehér kritikusok dicsérték Bradford témaválasztását és irodalmi fejlődését, 
a fekete kritikusok megosztottak voltak: Alain Locke dícsérte az afroamerikaiak igaz és mélyen rokonszenves jellemrajzát, Sterling A. Brown, aki a könyvkiadó reklámszövege alapján nem kitalált történeteket, hanem történelmet várt, összekeverte a szereplőket (szerinte Messenger ölte meg Pennyt) és hiányolta a fekete szabadsághős forradalmárokat.
Bradford könyve valóban nem szabadságharcos eposz. Az önrendelkezés jogától, az önképzés és önmegvalósítás lehetőségétől megfosztott – jobb esetben mezőgazdasági haszonállatként kezelt – nincstelen rabszolgákról írt, akiket a polgárháború után egyszerűen szélnek eresztettek, hogy boldoguljanak a vadkapitalizmusban, ahogy tudnak. Számukra a mennyország földrejövetele (Kingdom Coming) az Emancipációs kiáltvány által beteljesületlen kívánság maradt. (A Sherman tábornok által 1865 Január 16-án kiadott tábori parancs, miszerint minden felszabadított rabszolga család induló tőkeként 40 hold földet és egy öszvért kapjon a korábbi rabszolgatartók birtokából, magányos kezdeményezés maradt és Abraham Lincoln utódja vissza is vonta.) "Bradford nagyon emberi nyelven meséli el a történetet, és hőse iránti empátiája lenyűgöző. A hetven évvel a történtek után megalkotott szereplők és események általános hitelessége egyenesen megdöbbentő. Tamás bácsi kunyhójának hitelessége semmi hozzá képest. Egyetlen amerikai rabszolgaságról szóló regény sem hitelesebb, függetlenül attól, hogy mikor íródott."

### Let the Band Play Dixie (elbeszélések)
1934-ben jelent meg "Let the Band Play Dixie" címmel egy válogatás Bradford O'Henry díjra jelölt elbeszéléseiből. A fehér kritikusok pozitívan itélték meg, Sterling A. Brown dicsérte Bradford Mark Twain-i humorát, de hiányolta  az afroamerikaiakat sújtó kizsákmányolás és igazságtalanság megjelenítését.

### John Henry színdarab
1935-ben már dolgozott a John Henry opera szövegkönyvén, amelyet Jacques Wolfe zenéjével, Paul Robesonnal a főszerepben 1940 januárjában mutatták be New Yorkban. Nem aratott sikert, hét előadás után levették a műsorról.

### The Three-Headed Angel
1937-ben jelent meg egyetlen, fehérekröl szóló regénye, a "The Three-Headed Angel" (A háromfejű angyal). Az egyik főszereplő a városi arisztokrata Richard Whiting, aki az 1850-es évek végén a családi vagyon ráeső részéből megvásárol 2000 hold földet a Hoop Pole Ridge-i Old Bas Youngertől Tennessee-beli Phinizy megyében. A földvásárlás elindítja Whiting karrierjét: öt év kemény munkával – keményebben dolgozik mint rabszolgái – jólmenő ültetvénnyé varázsolja a vadont. A polgárháború kitörésekor már körzeti bíró, politikai vezető, és az az ember, aki a közösség minden köz- és magánügyét elrendezi.
A regény legelszántabb és legambiciózusabb figurája Joseph Goodner, aki a polgárháborút körözött katonaszökevényként a vadonban rejtőzve vészelte át és annak befejeztével Phinizy megyébe költözött, hogy új életet kezdjen. Ezt nagyban megnehezíti teljesen önállótlan öccse, aki ráadásul egy lecsúszott ültetvényes frusztrált lányát veszi el, aki öngyilkos lesz. De kitartása meghozza az eredményt: ö lesz Whiting utódja.
További szereplők a különböző, egymással viszálykodó klánok, a Potterek, a Pillowsok és a Hoop Pole Ridge-i Youngerek, akik soha nem voltak jó gazdálkodók. Az északiak elleni háború elvesztése, főképp a rabszolgák felszabadítása – amely a prosperáló gazdaságokat is megrendítette –, őket mélyszegénységbe taszította, ami miatt az afroamerikaiak iránti korábbi megvetésük határtalan gyűlöletté változott. A Tennessee-i fehérek dialektusában írt könyvet a kritikusok kedvezően fogadták.

### Green Roller
Fekete prédikátor barátainak – John Wesley Henning, J.M. Gates(en), Black Billy Sunday (Dr. J. Gordon McPherson) – állított emléket utolsó könyvében, a „Green Roller“ című könyvében, amelynek 1949-beni megjelenését már nem érte meg. Két elbeszélést és tizenkét versformájú prédikációt tartalmaz."Költői elmélkedések a világegyetem természetéről, amelynek félelmetessége és titokzatossága éppoly nyilvánvaló egy harcsában, mint Blake fényesen égő tigrisében(en), az ember gyarló, de dicsőséges, és Isten dicsőséges, de emberséges. […] Ezek a prédikációk tele vannak megdöbbentő képekkel, egy olyan nép egyszerű beszédének megható szépségével, amely abban az értelemben egyszerű, hogy életét a széllel, az időjárással és a növekvő dolgokkal tölti, azzal a tudattal, hogy az ember nem tökéletes, és az Úr ezért nem kér tőle tökéletességet." A prédikációknak sok mondanivalójuk van olyan aktuális témákról is, mint a II. világháború és az "Ádám(atom)bomba". Helyenként humorosak is, de a humor inkább elgondolkoztató, mint vicces. Szemléletükben, stílusukban teljesen olyanok, mint a WPA Slave Narrative Collection(en)-ban található, hajdani rabszolgáktól és prédikátoroktól gyűjtött elbeszélések, vagy Black Billy Sunday és J.M. Gates prédikációinak hangfelvételei, valamint Harold Courlander folklór gyűjteménye. Kortársai szerint Bradford prédikátorként is sikeres lehetett volna.

### Little Bee Bend (elbeszélések)
1929 és 1949 között hatvan-egynéhány elbeszélést jelentetett meg a Colliers-Magazinban, amelyeknek témái az 1932-ben megvásárolt Little Bee Bend nevű ültetvényén élő afroamerikaiak mindennapjai voltak. A szereplők valós személyek voltak, és Bradford vagy tőlük hallott az eseményekről, vagy szemtanúja volt azoknak. Az egyik hires szereplő az ültetvény intézője, Giles Arnold volt, akinek haláláról az újságok is beszámoltak. "Nehéz általánosságban beszélni róluk, mert Bradford könyveihez hasonlóan nagyon különböznek egymástól. Némelyik szentimentális, némelyik vicces. Némelyikük szeszélyes, némelyikük pedig nagy mese. Némelyik, mint az Öreg Ádám, fantasztikus, mások, mint a Kingdom Coming vagy a This Side of Jordan, realisztikusak. Némelyik tragikus és némelyik zseniális. Némelyik gyenge, némelyik jó. […] Az elbeszélői stílus és a dialektus [reprodukciója] nagyon jól sikerült."

### Bugaboo Jones (elbeszélések)
1927 és 1940 között húszegynéhány elbeszélést jelentetett meg – egy kivételével – a Colliers-Magazinban, amelyek a Mississippi hajósairól és dokkmunkásairól szólnak.

## Hatása, fogadtatása
A fehér szerzők által írt „fekete élet” regények műfaja az Amerikai polgárháború előtti korszakban keletkezett, s az 1920-as, majd az 1990-es években vált újra népszerűvé. A kritikusok szélsőségesen reagáltak: "Az egyik véglettől a másikig, ezeket a "fekete életet" bemutató regényeket mindkét faj kritikusai ünnepelték és bírálták: egyesek érzékeny, de gyakran esetlen, öntudatos kísérleteknek tartva őket az afroamerikaiak megértésére és humanizálására, mások az irodalmi nyomor leereszkedő, túlértékelt példáit látták bennük. Számukra a hihető cselekmény és környezet megalkotása nem elsődleges; értékeléseik inkább a fehér szerzők szándékainak eltérő észleléseiből, valamint abból fakadnak, hogy mennyire látták őket együttérezni a regények szereplőivel."
Bradford az 1927 és 1948 közötti évekre kiterjedő irodalmi pályafutása során nagyon népszerű volt az Egyesült Államokban. Az 1960-as évektől kezdve viszont olvasóközönsége csökkenni kezdett, és a 2000-es évekre gyakorlatilag eltűnt. Ez nem csak a modern társadalmi és politikai nézetek jelentős és elkerülhetetlen szűrőjének tulajdonítható, amelyen keresztül látjuk és értékeljük a múltat, és pláne nem a politikai korrektség és a woke vallás hívői által hirdetett ideológiának – fehérek nem képesek hitelesen afroamerikaikról írni, torzképeket rajzolnak róluk, meglopják őket, és semmi joguk sincs, hogy egyáltalán foglalkozzanak velük –, hanem elsősorban annak, hogy nyelvezete miatt ma már csak elenyészően kevesen tudják folyékonyan és valódi élvezettel olvasni írásait. Bradford rajongott az afroamerikaikért, akik között felnőtt, ezért mindent megtett, hogy azok angol alapú kreol nyelvének hangzását az angol ábécé 26 betűjével reprodukálja. Erre viszont csak a fonetikusok által, fonetikusok számára kidolgozott általános érvényű IPA ábécé  lett volna alkalmas, amellyel viszont az olvasóközönség nem tudott volna mit kezdeni. Az egy adott időben és helyen használt specifikus szociolektus Bradford általi irodalmi közelítése a mai olvasó számára többféle nehézséget jelent:
1. Erősen fonetikus helyesírás (szem dialektus(wd)): Bradford nem szabványos helyesírással jelölte a kiejtést (pl. de a the helyett, chillun a children helyett, Lawd a Lord helyett, er az of helyett, yaller a yellow helyett). Ez arra kényszeríti a mai olvasót, hogy minden szót fejben lefordítson. Ez jelentősen lelassítja az olvasás tempóját és megzavarja a folyékonyságot. Az agy egyszerre két feladatot végez: dekódolja a betűket, majd lefordítja őket ismerős szavakra.
2. Archaikus alaktan és szintaxis: Bradford a mondatszerkezeteket is a leírt dialektushoz igazította. Ezek a szerkezetek jelentősen eltérnek a standard amerikai angoltól. Az ezekhez a mintákhoz nem szokott olvasó számára a mondatok nyelvtani szempontból helytelennek, bonyolultnak, sőt érthetetlennek tűnhetnek (pl: ain't az am, is, are, has és have szavak negatív flexiója az informális angolban. Egyes dialektusokban a do, does, did és will szavakra is használják. Bövebben angolul itt).
3. Elavult tájszók és idiómák: A nyelv élő dolog. A 1920-as évekbeli déli vidéki fekete közösség által használt szleng, metaforák és kulturális utalások ma már nem tartoznak az általános amerikai szókincsbe. Ami akkor teljesen egyértelmű és kifejező volt, az ma a történelmi kontextus ismerete vagy lábjegyzetek nélkül teljesen érthetetlen lehet.PL: Ki az a Cooley kapitány és mi köze van Bábel tornyának építéséhez?[166] Miért pont 40 holdba fogad az Úr a Sátánnal?[167] Mi az a "nagypapa paragrafus" az egyiptomi választásoknál?[168]

Ezért rendkívül korlátozott azon olvasók köre, akik Bradfordot könnyedén el tudják olvasni:
1. Történészek és mindenekelőtt a nyelvészek: A Deep South-beli irodalom, a dialektológia vagy az afroamerikai népies angol nyelv (AAVE(wd)) történetének szakértői rendelkeznek a legalkalmasabb ismeretekkel. Rendelkeznek a kontextus megértéséhez, a nyelvi minták felismeréséhez és a mű technikai szintű értékeléséhez szükséges speciális ismeretekkel.
2. Elkötelezett irodalomrajongók: Ide tartoznak azok a személyek, akik mélyen rajonganak az adott korszak vagy térség irodalmáért (harlemi reneszánsz(wd), Deep South, stb.), és hajlandóak erőfeszítéseket tenni, hogy megszokják a stílust. Ez hasonló ahhoz, amikor egy modern olvasó megtanulja élvezni Shakespeare-t és kortársait (pl. Chaucer, Spenser); vagy a Károli-bibliát eredetiben. Elkötelezettséget és kifinomult ízlést igényel.
3. Idősebb generáció: Néhány nagyon idős, a Deep South-ban felnőtt személy számára a ritmus és a szókincs távoli ismerősnek tűnhet. De a közoktatás és a média egységesítő hatása következtében Bradford tömény irodalmi dialektusa valószínűleg még számukra sem lenne könnyű olvasmány.

Összegezve: Az átlagos mai amerikai olvasó, még a magasan képzett is, egyszerűen nem talál fogást Bradford művein. Ez se nem intelligencia, se nem ideológia kérdése. Olyan szöveggel találkozik, amely nyelvileg idegen számára. A megértéséhez szükséges erőfeszítés gyakran nagyobb, mint az elért eredmény, különösen, ha a téma kulturálisan érzékeny. Végső soron nem ő nem érti, hanem a szöveg nem érthető a 21. századi közönség számára jelentős nyelvi és történelmi háttérismeretek nélkül.
Mindezek miatt érthető, hogy Bradford angol nyelvterületen kívül szinte csak Marc Connelly 1930-ban bemutatott hatalmas sikerű Green Pastures című színdarabján és az abból 1936-ban készült filmen keresztül volt ismert. A nyelvi nehézségek megmagyarázzák azt is, hogy írásai közül miért csak a Green Pastures alapját, az 1928-ban kiadott Ol’ Man Adam an’ His Chillun-t fordították le más nyelvre – az Ol’ King David an’ the Philistine Boys című folytatással, vagy anélkül: 1931-ben oroszra, 1937-ben csehre, 1961-ben magyarra, 1958-ban szlovákra. (Egyik esetben sem a nyelvterület valamely dialektusára, hanem az irodalmi nyelvre.)

## Szemlélete

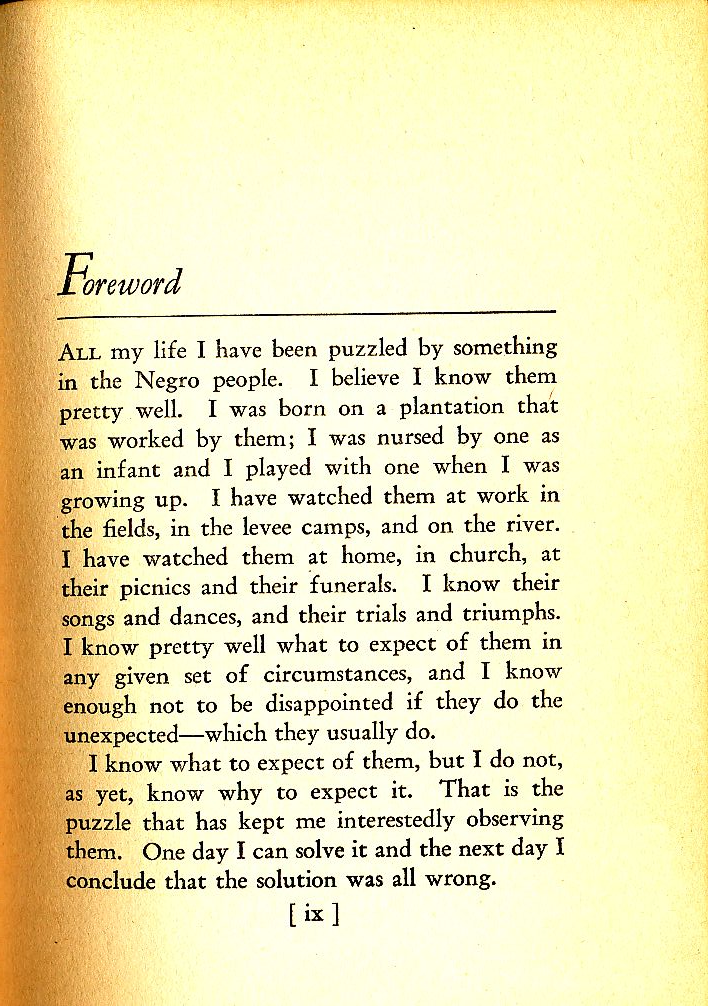
Ol' Man Adam előszavának első oldala az első kiadásban

A Notes on the Negro-ban és az Ol' Man Adam első kiadásának – pontosabban annak első nyomdai szériájából fennmaradt példányainak – előszavában, amelyet egyetlen későbbi kiadás sem tartalmaz (valószínűleg üzleti megfontolásból, mert erősen támadták), Bradford kifejtette, hogy számára a néger egy örök rejtély:
"Egész életemben zavart valami a négerekben. Azt hiszem, elég jól ismerem őket. Egy olyan ültetvényen születtem, ahol ők dolgoztak; csecsemőként ők dajkáltak, és velük játszottam gyerekkoromban. Figyeltem, ahogy dolgoznak a földeken, a gátőr táborokban és a folyón. Láttam őket otthon, a templomban, a piknikeiken és a temetéseiken. Ismerem a dalaikat és a táncaikat, a megpróbáltatásaikat és a győzelmeiket. Elég jól tudom, hogy mit várhatok tőlük bármilyen körülmények között, és eleget tudok ahhoz, hogy ne csalódjak, ha váratlan dolgokat tesznek – amit általában meg is tesznek. Tudom, hogy mit várhatok tőlük, de azt még nem tudom, hogy miért. Ez az a rejtély, ami miatt érdeklődve figyelem őket. Egyik nap meg tudom oldani, másnap pedig arra a következtetésre jutok, hogy a megoldás rossz volt."
Ebből a gondolatmenetből Sterling A. Brown kimásolta a második, harmadik, negyedik és ötödik mondatot ("Azt hiszem, elég jól ismerem őket. Egy olyan ültetvényen születtem, ahol ők dolgoztak; csecsemőként ők dajkáltak, és velük játszottam gyerekkoromban. Figyeltem, ahogy dolgoznak a földeken, a gátőr táborokban és a folyón. Láttam őket otthon, a templomban, a piknikeiken és a temetéseiken."), majd, miután ilymódon ellenkezőjére fordította Bradford gondolatmenetét, mélységesen felháborodott: "Mindez, úgy véli, feljogosítja arra, hogy tolmácsként lépjen fel, és terjessze a délen használatos ősrégi sztereotípiákat. Ez nem így van. Bradford úr történetei továbbra is rendkívül szórakoztatóak; de a négerekről szóló általánosításai sokkal jobb elemzések  a fehér emberről, mint a négerekről." Brown ezen kritikáját, melynek rákövetkező húsz oldalán beskatulyázza a fehér írókat aszerint, hogy milyen módon jelenítik meg a feketéket, gyakran és szívesen idézik az USA-ban – anélkül, hogy Bradfordot olvasták volna, mint pl a Wokeness ideológia (vagy vallás) egyik képviselője, Bernard A. Drew. Szerinte az előszó címe "The Funny Negro" (A vicces nigger) és idéz is belőle: "Nincs viccesebb egy vicces "niggernél",. Bradford előszavának címe "Foreword" (Előszó) és az "idézet" se található benne.   
Bradfordot csak azok az afroamerikaiak érdekelték, akik között felnőtt: a délvidéki ültetvényeken élő földműves "nigger"-ek. Azokról, akik már alkalmazkodtak az "American Way of Life"-hoz – a "Negro"-k (nagy N-nel) –, egyáltalán nem írt. A kettő közötti átmeneti állapotban levőkről – akiket ő szinezettnek, Carter Woodson egy 1933-as tanulmányában "műveltnek", pontosabban félreműveltnek nevez; George S. Schuyler pedig 1931-es utópisztikus szatírájában az afroamerikai kulturális elitet sem kímélve célba vett –, nagyon ritkán írt.
"A nigger […] nem tanulta meg fehér civilizációnk számos finomságát, mint például az intoleranciát, a morális önigazolást, a rögzített célokat, elszántságot a győzelemre, a nagy nyomás alatti életet, a gyűlöletet (annak kiterjesztett értelmében), a hidegvérű üzleti magatartást, a pénzt mint minden érték alapját, azt, hogy az emberek mit gondolnak valakiről, az a személyes magatartás meghatározó tényezője legyen, és így tovább." [XII] "[…] még nem tanulta meg, hogy bármilyen helyzetben művészien rendezze a tényeket, hogy megtévesszen, s hogy tettéért a felelősséget a másik személyre hárítsa, amiért az nem vette ezt észre." [XIII.]
"Másrészt az elmúlt kétszáz évben három olyan dolgot tett, amire a fehér ember kétezer év alatt nem volt képes. Megteremtett magának egy olyan szép és ritmusos nyelvet, amely talán kifejezőbb és kevésbé szószátyár, mint bármelyik létező nyelv. [Ezen a nyelven] még a legtanulatlanabb néger is többet tud elmondani fél tucat szóval, mint az Egyesült Államok átlagos szenátora egy kétórás beszédben." "Hétköznapi kifejezései olyan ritmusban csengenek, amitől egy Poe vagy egy Milton elsárgulna az irigységtől. Ha azonban valaki megkisérli, hogy azt ábécénk huszonnégy betűjével reprodukálja, olyan sokat veszít, hogy az nevetségesé válik" "Olyan vallást teremtett magának, amely megadja neki azt a lelki békét és nyugalmat ebben az életben, amelyet a fehérek vallásai leírnak és kínálnak, de nem érnek el. És végül, megteremtette a saját faji zenéjét, amilyet szerintem egyetlen más faj sem mondhat magáénak.“
Bradford szerint "Egy pillantás a történelembe meggyőz arról, hogy függetlenül attól, hogy milyen tanok és tanítások szerepelnek a könyvekben és a szószékeken, [a fehér ember vallása] harcos vallás; olyan vallás, amely gyűlöletet és intoleranciát szül." 
Bradford életében – sőt, különösen az Egyesült Államokban, még jóval azután is – elterjedtek voltak a rabszolgaság bibliai elrendeltségét, valamint az afrikaiak és az afroamerikaiak biológiailag meghatározott szellemi alsóbbrendűségét hirdető elméletek. Bradford szerint viszont "Az egyetlen tényleges különbség a néger faj tagjai és bármely más emberi faj tagjai között a bőr alatti pigmentáció mértéke. A többi úgynevezett "faji jellemző", amelyről oly sokat hallani – a koponya csontos szerkezete, a "gondtalan, tétlen szellem" és más hasonló állítások –, színtiszta ostobaság." és figyelmeztet a társadalmi feszültségek fokozódásának veszélyére: "A háború okozta társadalmi megrázkódtatások számos elsüllyedt és félig elfelejtett gonoszságot hoztak az amerikai élet felszínére. Nagy részük azok a helyrehozhatatlan visszaélések, amelyeket a négerek az elmúlt háromszáz év során elszenvedtek. Úgy tűnik, hogy ha a helyzet kezelésében a józan ész nem lép az érzelmek helyébe, akkor a háború után csúnya faji bajok várnak országunkra." Továbbá azt "álmodta" – 18 évvel Martin Luther King előtt –, hogy "képesek vagyunk önmagunk és felebarátaink érdekében becsülettel dolgozni azért a napért, amikor az egyetlen faj az emberi faj lesz, és amikor embertársainkat jellemük, nem pedig bőrszínük alapján ítéljük meg."

## Díjak, elismerések
- 1927 O. Henry elsö díj a "Child of God" (Isten gyermeke) című elbeszélésért[198]
- 1947-ben beválasztották az Amerikai Művészeti és Irodalmi Akadémiába(wd).[199][200]

## Művei
Négy regényt, egy színdarabot és több mint száz novellát / kritikát, esszét írt. Ezek között mindössze egy könyve (Tree-Headed Angel) és négy elbeszélése olyan, amely nem afroamerikaiakról szól. Műveire jellemző az a fajta tömörség, ami sokkal nagyobb és mélyebb mondanivalót hordoz magában, mint ami olvasható. Szinte csak párberszédekre épülnek, leíró részek nélkül, jóindulatú szubtil humorral. Elbeszélései az emberi viszonyok időtálló megfigyelésén alapulnak és gyakran váratlan fordulattal végződnek.

### Könyvek
| Cím                                    | Kiadó             | Megjelenés | Jelleg             |
| -------------------------------------- | ----------------- | ---------- | ------------------ |
| John Henry                             | Harper & Brothers | 1931       | regény             |
| John Henry - a Play with Music         | Harper & Brothers | 1939       | szindarab          |
| Kingdom Coming                         | Harper & Brothers | 1933       | regény             |
| Let the Band Play Dixie                | Harper & Brothers | 1934       | elbeszélések       |
| Ol' King David an' the Philistine Boys | Harper & Brothers | 1930       | bibliai történetek |
| Ol' Man Adam an' His Chillun           | Harper & Brothers | 1928       | bibliai történetek |
| The Green Roller                       | Harper & Brothers | 1949       | prédikációk        |
| The Three-Headed Angel                 | Harper & Brothers | 1937       | regény             |
| This Side of Jordan                    | Harper & Brothers | 1929       | regény             |

### Elbeszélések, Riportok, Kritikák, Esszék
Bradford írásainak túlnyomó többsége nem jelent meg gyűjteményes kötetekben, így azok csak a megnevezett újság – Collier's, Harper's(en), Virginia Quarterly Review(en), stb – korabeli kiadásában olvashatók. Az alábbi listák nem tartalmazzák az Ol' Man Adam 32, az Ol' King David 25, a John Henry 25, valamint a The Green Roller könyv 14 elbeszélését, amelyek eredetileg úgyszintén különböző folyóiratokban jelentek meg.

#### Hooker lelkész elmeséli...
1927. június 5-én kezdte el a Milwaukee Journal Bradford bibliai történeteinek közlését. Ezek az 1928-ban az Ol' Man Adam-ban megjelentek korábbi változatai. Címük és szövegük is eltérő. (A hetedik történet után az újság tulajdonosa, aki a történeteket istenkáromlónak tartotta, leállította a sorozatot.)
| Cím                                                       | Újság             | Megjelenés | Magyar nyelven                                               |  |
| --------------------------------------------------------- | ----------------- | ---------- | ------------------------------------------------------------ |  |
| How Come Adam and Eve                                     | Milwaukee Journal | 1927-06-12 | Hogyan jött a világra Ádám és Éva                            |  |
| How de Lawd Turned All er de Cussin’ Boys Into Foreigners | Milwaukee Journal | 1927-07-10 | Hogyan változtatta az Úr az összes káromkodó fiút külföldivé |  |
| How dis Yar World Begun                                   | Milwaukee Journal | 1927-06-05 | Hogyan is lett ez a világ                                    |  |
| How Ol’ Noah Got Away on His Ark                          | Milwaukee Journal | 1927-07-03 | Hogyan menekült meg Noé a bárkáján                           |  |
| Wharfore de Flood Come                                    | Milwaukee Journal | 1927-06-26 | Miért volt az özönvíz                                        |  |
| What Happened to Miz Lot                                  | Milwaukee Journal | 1927-07-17 | Mi történt Lótnéval                                          |  |
| Why Cain Bus’ Abel                                        | Milwaukee Journal | 1927-06-19 | Miért ölte meg Káin Ábelt                                    |  |

#### Little Bee Bend sorozat
| Cím                           | Újság        | Megjelenés |
| ----------------------------- | ------------ | ---------- |
| 1A Johnson Grass              | Collier's    | 1943-02-20 |
| Call Your Sheep               | Collier's    | 1940-05-18 |
| Cotton Need Pickin'           | Collier's    | 1933-07-15 |
| Cupid Up the Bayou            | Collier's    | 1948-02-28 |
| Double-Yolk Hoodoo            | Collier's    | 1942-09-12 |
| East Wind Blows in the Valley | Collier's    | 1938-12-31 |
| Fortune's Toy                 | Collier's    | 1934-07-07 |
| Four-Eyed Luck                | Collier's    | 1938-11-19 |
| Guv'mer Blues                 | Collier's    | 1939-09-30 |
| Hit’ll be Some Christmas!     | Evening Star | 1931-12-20 |
| Hot Shot from Texas           | Collier's    | 1939-08-05 |
| Hypocrite Bait                | Collier's    | 1942-01-03 |
| Juju Powders                  | Collier's    | 1935-03-16 |
| Love and Laughter             | Collier's    | 1932-06-11 |
| Low-Down Cotton               | Collier's    | 1949-02-26 |
| Medicine Man                  | Collier's    | 1936-08-08 |
| Miracle Come to Pass          | Collier's    | 1943-01-09 |
| Old Average Lightning         | Collier's    | 1932-10-01 |
| Old Sergeant Somebody         | Collier's    | 1942-12-26 |
| One of We's Own               | Collier's    | 1941-11-29 |
| One-Legged Angels Can't Fly   | Collier's    | 1943-06-19 |
| One-Legged Backsliding        | Collier's    | 1940-04-20 |
| Po-Chile No More              | Collier's    | 1941-07-05 |
| Promised Land                 | Collier's    | 1938-08-20 |
| Prosperity Blues              | Collier's    | 1937-02-20 |
| Red Pants Ain't No Sin        | Collier's    | 1941-03-29 |
| Rich Man, Rich Man            | Collier's    | 1948-11-13 |
| Satan's Blacksmith Shop       | Collier's    | 1941-10-25 |
| Seven Pins in a Candle        | Collier's    | 1939-04-29 |
| Slow Down De Chariot          | Collier's    | 1949-06-25 |
| Some Changes Made             | Collier's    | 1943-05-08 |
| Swing Low the Chariot         | Collier's    | 1937-08-28 |
| The Bible Boys' Cotton        | Collier's    | 1940-11-02 |
| The Boll Weevil Gentleman     | Collier's    | 1934-09-22 |
| The Cooter Blues              | Collier's    | 1942-08-08 |
| The Cows in the Corn          | Collier's    | 1938-10-15 |
| The Grass in the Cotton       | Collier's    | 1933-11-18 |
| The Guv'mer's Green Shirt     | Collier's    | 1939-06-10 |
| The Helpin' Fool              | Collier's    | 1934-11-10 |
| The High Hip Rider            | Collier's    | 1948-07-31 |
| The Hoodoo Bonus              | Collier's    | 1936-10-31 |
| The Lonesome Gigolo           | Collier's    | 1941-09-13 |
| The Lotman's True Love        | Collier's    | 1934-05-19 |
| The Manner of Heaven          | Collier's    | 1940-01-20 |
| The Money Maze                | Collier's    | 1932-02-20 |
| The Mule-Angel                | Collier's    | 1940-07-06 |
| The Pearl-Handled Humbug      | Collier's    | 1948-05-01 |
| The Stepbaby                  | Collier's    | 1938-07-09 |
| The Sweet-Talk Toby           | Collier's    | 1941-02-01 |
| The Widow Man                 | Collier's    | 1936-01-18 |
| The Witch of Willow Chute     | Collier's    | 1934-04-07 |
| Three Times Seven             | Esquire      | 1935-09    |
| Too Much Sin                  | Collier's    | 1936-07-04 |
| Too Much Texas                | Collier's    | 1937-09-25 |
| Two-Tongue Truth              | Collier's    | 1940-01-06 |
| War Baby's Mamma              | Collier's    | 1933-02-18 |
| You've Got to Rule 'Em        | Collier's    | 1932-10-22 |

#### Bugaboo Jones sorozat
| Cím                                | Újság     | Megjelenés | Magyar nyelven |
| ---------------------------------- | --------- | ---------- | -------------- |
| Bugaboo Jones Affiliates           | Collier's | 1935-11-02 |                |
| City Sin                           | Collier's | 1941-02-22 |                |
| Come Day, Go Day                   | Harpers   | 1930-05    |                |
| Easy Pickings                      | Collier's | 1935-11-23 |                |
| Gentleman from Barbados            | Collier's | 1938-04-23 |                |
| Kansas Brown                       | Collier's | 1938-12-17 |                |
| Lady, Don't You Grieve             | Collier's | 1933-08-19 |                |
| Manuscript Dice                    | Collier's | 1940-11-09 |                |
| Monkey Man                         | Collier's | 1928-05-05 | A Majomember   |
| Music got to Moan                  | Collier's | 1929-03-16 |                |
| Other Men's Poison                 | Collier's | 1928-12-15 |                |
| Poor May Liza                      | Collier's | 1928-09-22 |                |
| The All and All Woman              | Collier's | 1932-05-21 |                |
| The Dirty Dozens                   | Collier's | 1931-08-08 |                |
| The Gimme Woman                    | Collier's | 1936-05-09 |                |
| The Hog Hoisters                   | Collier's | 1930-04-05 |                |
| The Indian Summer of Bugaboo Jones | Collier's | 1929-09-14 |                |
| The Rambling Rouster               | Collier's | 1929-11-09 |                |
| The Stern-Wheel Spy Case           | Collier's | 1942-12-05 |                |
| The Tricker                        | Collier's | 1927-12-31 | A cseles       |
| Three for a Nickel                 | Collier's | 1933-09-23 |                |
| True Love Tracks                   | Collier's | 1931-04-04 |                |
| Woman Up the River                 | Collier's | 1930-09-20 |                |

#### Sin-Splitting Samuel
| Cím                       | Újság     | Megjelenés |
| ------------------------- | --------- | ---------- |
| Bible-Talking Mule        | Collier's | 1937-06-19 |
| Money in the Sack         | Collier's | 1941-05-24 |
| Satan Up a Side Road      | Esquire   | 1945-01    |
| Sin for Your Supper       | Collier's | 1942-02-28 |
| The Sin Splitter          | Collier's | 1934-02-10 |
| The Sin-Splitter's Split  | Collier's | 1943-04-03 |
| The Wages of Sin-Splitter | Collier's | 1939-03-11 |

#### Egyéb írások
| Cím                                                           | Újság                     | Megjelenés | Magyar nyelven               |
| ------------------------------------------------------------- | ------------------------- | ---------- | ---------------------------- |
| A Christmas Sermon                                            | Esquire                   | 1936-12    |                              |
| …And a Cup of Coffee                                          | Esquire                   | 1934-03    |                              |
| A Southerner Discovers the Professional Southerner            | The Saturday Review       | 1942-09-19 |                              |
| At the Seeking Seat of Glory                                  | Collier's                 | 1930-05-10 |                              |
| Big Mag Has Engine Trouble                                    | Argosy                    | 1945-06    |                              |
| Biography of a River, 1864-1937                               | The Saturday Review       | 1943-01-02 |                              |
| Black Bullets for Hitler                                      | Collier's                 | 1942-12-12 |                              |
| Blue Steel's Eva                                              | The Dial                  | 1927-09    |                              |
| Careless Love                                                 | Collier's                 | 1930-01-04 |                              |
| Child of God                                                  | Harpers                   | 1927-04    | Isten gyermeke               |
| Cold Death                                                    | Harpers                   | 1928-07    | Hideg halál                  |
| Cooter                                                        | Mistery Magazine          | 1927-??    |                              |
| Crazy Gal                                                     | Collier's                 | 1929-10-19 |                              |
| Do Like de Man Say                                            | Collier's                 | 1936-10-10 |                              |
| Evolution of Wisdom                                           | McCall’s                  | 1946-11    |                              |
| Future Peace Hangs On 2 Delicate Threads, Says Roark Bradford | St. Louis Star-Times      | 1944-12-13 |                              |
| Fast Company                                                  | Collier's                 | 1929-07-06 |                              |
| God in America                                                | McCall’s                  | 1941-05    |                              |
| Government Money                                              | Collier's                 | 1933-12-02 |                              |
| Greener Pastures                                              | Collier's                 | 1928-06-02 | Zöldebb legelők              |
| How Come Christmas                                            | Harpers                   | 1930-12    |                              |
| Hopper Joe Willey                                             | Pall Mall Magazine        | 1929-09    |                              |
| Itching Heel                                                  | Collier's                 | 1928-06-30 |                              |
| Let the Band Play Dixie                                       | The Forum                 | 1928-07-01 |                              |
| Make Mine the Human Race                                      | Collier's                 | 1945-08-04 |                              |
| Muddy Water                                                   | Collier's                 | 1928-02-04 |                              |
| Notes on the Negro                                            | The Forum                 | 1927-11    |                              |
| Paul Robeson is John Henry                                    | Collier's                 | 1940-01-13 |                              |
| River Witch                                                   | The Forum                 | 1927-11    | Folyami boszorkány           |
| Rustabouts and Razorbacks                                     | Saturday Evening Post     | 1929-08-17 |                              |
| Smuggler's Girl                                               | Saturday Evening Post     | 1948-06-05 |                              |
| Steamboat Around the Bend                                     | Saturday Evening Post     | 1929-06-15 | Gőzhajó a folyókanyarban     |
| Swing Low, Sweet Chariot                                      | Collier's                 | 1935-09-21 |                              |
| The Butter Paddle                                             | Collier's                 | 1946-07-06 |                              |
| The Eagle Stirs the Nest                                      | Saturday Evening Post     | 1931-08-15 |                              |
| The Gree Gree Girl                                            | Collier's                 | 1929-01-12 |                              |
| The Ha'nt Hound                                               | Collier's                 | 1929-04-06 |                              |
| The Headache from the Hills                                   | Collier's                 | 1934-09-01 |                              |
| The Final Run of Hopper Joe Wiley                             | Saturday Evening Post     | 1929-01-05 | Hopper Joe Wiley utolsó útja |
| The Hallelujah Woman                                          | The Delineator            | 1930-08    |                              |
| The Man at the Door                                           | Collier's                 | 1941-02-15 |                              |
| The Midnight Special                                          | Collier's                 | 1935-05-11 |                              |
| The Most Unforgettable Character I've Met                     | The Reader's digest       | 1940-07    |                              |
| The Mule Man                                                  | Collier's                 | 1929-11-30 |                              |
| The Old He-Coon of the John D. Grace                          | Collier's                 | 1928-03-17 |                              |
| The Ordeal of Big Mag Purdy                                   | Collier's                 | 1942-10-31 |                              |
| The Pirate-in-Law                                             | Collier's                 | 1942-12-19 |                              |
| The Private World of William Faulkner                         | Magazine of The Year      | 1948-05    |                              |
| The Razor Man                                                 | Collier's                 | 1932-12-17 |                              |
| The Ring Sing Twins                                           | Virginia Quarterly Review | 1931 Q1    |                              |
| The Sheriff Decides                                           | Collier's                 | 1939-05-13 |                              |
| The Somebody Man                                              | Collier's                 | 1929-04-27 |                              |

### Magyarul
- Ádám apánk és gyermekei. Mesék; ford. Devecseri Gábor, Majoros István, ill. Helena Zmatliková; Táncsics, Budapest, 1961
- Ádám apánk és gyermekei. Mesék azokról az időkről, amikor az Úr még úgy járta a földet, mint akármelyik más ember; ford. Devecseri Gábor, Majoros István, ill. Helena Zmatliková; Táncsics, Budapest, 1972